# Михаил Черњајев
Михаил Григоријевич Черњајев (рус. Михаил Григорьевич Черняев; Бендер, 24. октобар 1828 — Могиљовска губернија, 16. август 1898) је био руски генерал, словенофил, један од вођа руских снага у средњој Азији, а касније и српске војске у Српско-турском рату. Носилац је највиших руских и српских одликовања.

## Војна каријера
Као члан цењене фамилије школовао се на престижној Николајевској Генералштабној Академији (по императору Николају I), јавља се на службу у армију 1847, да би касније учествовао у Кримском рату, а касније и на Кавказу. Командовао је јединицама у Пољској, касније у Оренбургу (1858), а једно време је командовао Армијом на Кавказу.
Године 1864, заслужује чин генерал-мајора, када Черњајев у свом чувеном маршу (са мање од 2.000 оскудно опремљених бораца) по степи Туркестана дошао испред Чикмента где је са придодатим руским одредом у јуришу освојио Чикмент. Ту су и дочекали зиму а на пролеће у другом покушају, на своју руку(ризик) извршио јуриш и освојио Ташкент. Од тада добија и надимак „Лав од Ташкента“, и бива дочекан у Санкт Петербург са великим ентузијазмом и посебном чашћу. Касније, напушта војну службу и пензионише се 1874. године.
Наредних година Черњајев постаје 1873. године издавач и уредник листа „Руски мир“ који шири и популарише свесловенске идеје, и посвећује се панславизму.
Године 1877, после Србије иде у Аустрију, затим у Француску да би 1879. године отишао у Бугарску ширећи пансловенске интересе. Године 1882. постаје губернатор Туркестана, а 1898. године умире у свом месту у области Могиљев. Лични архив генерала Черњајева се налази у „Државном историјском музеју“ у Москви.

## Черњајев у Србији
У лето 1876. године долази у Србију са неколико хиљада добровољаца, где добија српско држављанство и постаје главнокомандујући српске војске на Моравском фронту. Пошто је Алексинац био важно чвориште на путу турске војске, у околини је и било јаче утврђење српске војске. Најзначајнија победа, битка за Шуматовац, коју је предводио генерал Черњајев са српском војском (поред руских било је и италијанских и бугарских добровољаца), била је тешка али српске позиције су одлучно одбрањене. Губици српске војске су били око 9.000 људи (35 руских официра) а турски од 15.000 до 20.000 људи.
Тих дана у биткама око Алексинца исказана је велика пожртвованост српских војника који су одбили небројене нападе турске војске, где су се истицали и пуковник Комаров, пуковник Протић, мајори Поповић и Глишић који су касније и унапређени. У бици код Адровца је погинуо и пуковник Рајевски (алијас Вронски у Толстојевом роману Ана Карењина).
Краљ Милан је уз честитку и велику захвалност за добијену битку, главнокомандујућем Моравско-тимочке војске, генералу Черњајеву, доделио највиши степен Таковског крста (који је тада установљен).